# Residencial Balneário
Residencial Balneário ou Residencial Balneário Villa Verde é um condomínio fechado da cidade brasileira de Goiânia, localizado na região norte do município.
O bairro conta com uma área de 0,13 km² e conta com uma densidade de 5 124,48 habitantes. O condomínio surgiu após o fim de um antigo clube existente na região que impulsionou o crescimento do Jardim Balneário Meia Ponte. Segundo dados da Prefeitura de Goiânia, o Residencial Balneário faz parte do 46º subdistrito de Goiânia, chamado de Balneário Meia Ponte/Mansões Goianas. O subdistrito abrange, além dos três bairros, o Parque das Flores, Maria Lourença e Jardim Ipê.
Segundo dados do Instituto Brasileiro de Geografia e Estatística (IBGE), divulgados pela prefeitura, no Censo 2010 a população do Residencial Balneário era de 644 pessoas.